# Bob Dylan
Bob Dylan (született: Robert Allen Zimmerman) (Duluth, Minnesota, 1941. május 24. –) Oscar-, Golden Globe- és tizenegyszeres Grammy-díjas amerikai énekes, dalszerző, zenész, költő. A 2016-os év irodalmi Nobel-díjasa. A 20. századi popzene egyik meghatározó alakja. Legismertebb dalai az 1960-as években születtek, melyek közül a Blowin’ in the Wind és a The Times They Are A-Changin’ a háborúellenes és polgárjogi mozgalmak himnuszává vált. Zenéinek alapját elhagyva megalkotja hatperces slágerét, a "Like a Rolling Stone"-t, amivel 1965-ben radikálisan megváltoztatja a popzenét.
Dalszövegeire hatással volt a politika, a szociális kommentár, a filozófia és az irodalom, így sikeresen szállt szembe a korabeli könnyűzene konvencióival és elnyerte az ellenkultúra tetszését. Míg kitágította és magáévá tette a zenei stílusokat, hatással volt rá többek között az amerikai népzene, a country, a blues, a rock and roll, a kelta ballada és a jazz.
Dylan gitáron, billentyűs hangszereken és szájharmonikán játszik. Állandóan változó összetételű zenekarával az 1980-as évek vége óta rendszeresen turnézik. Alkalmanként más zenészekkel is együtt játszott, például Paul Simonnal, Tom Pettyvel és Eric Claptonnal. Bár pályájának középpontjában előadói munkássága és albumai állnak, általában mégis dalszerzői tehetségéért rajonganak.

## Zenészi karrier és magánélet

### A kezdetek
Bob Dylan 1941. május 24-én született a Minnesota állambeli Duluthban, de gyerekkorának nagyobb részét a Felső-tótól északnyugatra fekvő Hibbingben töltötte. Nagyszülei Litvániából, Oroszországból és Ukrajnából kivándorolt zsidók voltak, szülei, Abraham Zimmerman és Beatrice Stone (Beatty) a helyi zsidó közösség tagjai voltak. Hétéves koráig Duluthban élt, ekkor apja paralízist kapott. Ezután a család Beatty szülővárosába, a közeli Hibbingbe költözött. Dylan itt töltötte gyerekkora hátralevő részét.
Dylan fiatalkora jelentős részét rádióhallgatással töltötte; először a New Orleans-i blues- és country-adókat hallgatta, később a korai rock and roll keltette fel érdeklődését. Legkorábbi ismert felvételét 1956 karácsonyán készítette: két barátjával egy áruház fülkéjében Carl Perkins, Little Richard, Lloyd Price és mások dalaiból énekeltek részleteket. A középiskolában több zenekart alapított; az első, a The Shadow Blasters hamar feloszlott, de a második, a Golden Chords tartósabbnak bizonyult. A középiskolai tehetségkutató versenyen feldolgozásokat és a Dylan által írt Little Richard című dalt játszották. 1959-ben rövid turnén vett részt Bobby Vee társaságában, Elston Gunnn néven zongorázott.
Dylan a középiskolában tehetséges tanuló volt, de nem kiemelkedően. 1959-ben beiratkozott a Minnesotai Egyetemre és Minneapolisba költözött. Érdeklődése a rock and roll iránt alábbhagyott, helyét az amerikai folk-rock vette át, amit általában csak gitárkísérettel játszanak. Gyorsan bekapcsolódott a Dinkytown folkzenei vérkeringésébe, összebarátkozott a többi folkrajongóval és gyakran „kölcsönkérte” lemezeiket.
Ebben az időben Dylan Bob Dylannek (vagy Dillonnak) kezdte nevezni magát. Krónikák című önéletrajzában azt írja: „Mihelyt eljöttem otthonról, a Robert Allen nevet kezdtem használni…Úgy hangzott, mint egy skót király neve, igazán szerettem.” A Downbeat magazinban rábukkant egy szaxofonosra, akit David Allynnek hívtak. Dylannek tetszett, ahogy Allyn a vezetéknevét írta. Később olvasott Dylan Thomas művei közül néhányat, és választott Robert Allyn és Robert Dylan között: „Nem tudtam dönteni – a D sokkal erősebbnek hangzott.” Végül a Bob mellett döntött, mert az akkori könnyűzenében számos Bobby volt (Bobby Vee, Bobby Vinton, Bobby Rydell).
Az első év után Dylan abbahagyta a tanulást, de Minneapolisban maradt és a helyi folkos körökben mozgott, néha pedig Denverbe vagy Chicagóba utazott. 1961 januárjában, amikor Chicagóból jött vissza, meggondolta magát, és New Yorkba utazott, hogy fellépjen és meglátogassa betegeskedő mesterét, Woody Guthrie-t egy New Jersey-i kórházban. Először kis klubokban kevés pénzért játszott, de egy kritika után, amit Robert Shelton írt a New York Times-ba, már több elismerést kapott. Shelton lelkesedése Dylan és a Greenwich Village iránt arra sarkallta John Hammondot, hogy megnézze magának a tehetséges énekest. Még az év októberében leszerződtette Dylant a Columbia Recordshoz.
Zenéje, hangja és dalszövegei akkor még mindig nyersek voltak. Fellépései – csakúgy, mint első nagylemeze (Bob Dylan) – nagyrészt ismert folkdalokból, bluesokból és gospelekből, valamint néhány saját dalból álltak. Később Blind Boy Grunt álnéven több mint egy tucat dalt rögzített a Broadside Magazine részére (ami kiadó is volt). 1962 augusztusában Robert Allen Dylan elment a New York-i Legfelsőbb Bíróságra, és nevét Robert Dylanre változtatta. 1963-ban megjelent második albuma, a The Freewheelin’ Bob Dylan; ekkor kezdte megalapozni dalszerzői és énekesi hírnevét. Leggyakrabban protest dalokat adott elő, stílusára még mindig Guthrie volt a legnagyobb hatással, de hamarosan megtalálta igazi önmagát.
Leghíresebb dala ebből az időből a Blowin’ in the Wind, melynek dallama a No More Auction Block című régi rabszolgadalból eredt, szövegét – mely ellenszegül a szociális és politikai status quo-nak – viszont Dylan írta. A dalt később rengetegen felvették, az első nemzetközi sikert Peter, Paul & Mary érte el vele. Dylan hírnevét az aktuális történésekkel foglalkozó dalai alapozták meg, így sokan hajlamosak átsiklani a Freewheelin' keserédes szerelmes dalai (Don’t Think Twice, It's Alright, Girl From the North Country) és a tréfás, néha szürreális bluesok felett (Talkin’ World War III Blues, I Shall Be Free). Bob Dylan személyiségének alapvető eleme volt a humor.

### Tiltakozás és egy másik oldal
1963-ra Dylan egyre jobban belesodródott a polgárjogi mozgalomba, s olyan eseményeken lépett fel, mint a washingtoni szabadtéri tüntetés, ahol Martin Luther King tartotta „Van egy álmom” kezdetű, híres beszédét (Joan Baezzel énekelte a "Chimes of Freedom" című dalt). Januárban a BBC Madhouse on Castle Street című sorozatában egy „vándor gitárost” játszott. Dylan következő albuma, a The Times They Are A-Changin’ politikailag sokkal kifinomultabb és gúnyosabb lett. Fagyos témáit, mint a polgárjogi harcos Medgar Evers meggyilkolása vagy a hagyományos állattenyésztés és bányászat ellehetetlenítése ("Ballad of Hollis Brown", "North Country Blues") két szerelmes dal enyhítette ("Boots of Spanish Leather", "One Too Many Mornings" és a lemondó "Restless Farewell"). A brechti "The Lonesome Death of Hattie Carroll", az album egyik csúcspontja arról szól, hogy egy tehetős fiatalember megölt egy felszolgálót. Bár nem mondja ki, de sejthető, hogy a tettes fehér, az áldozat pedig fekete.

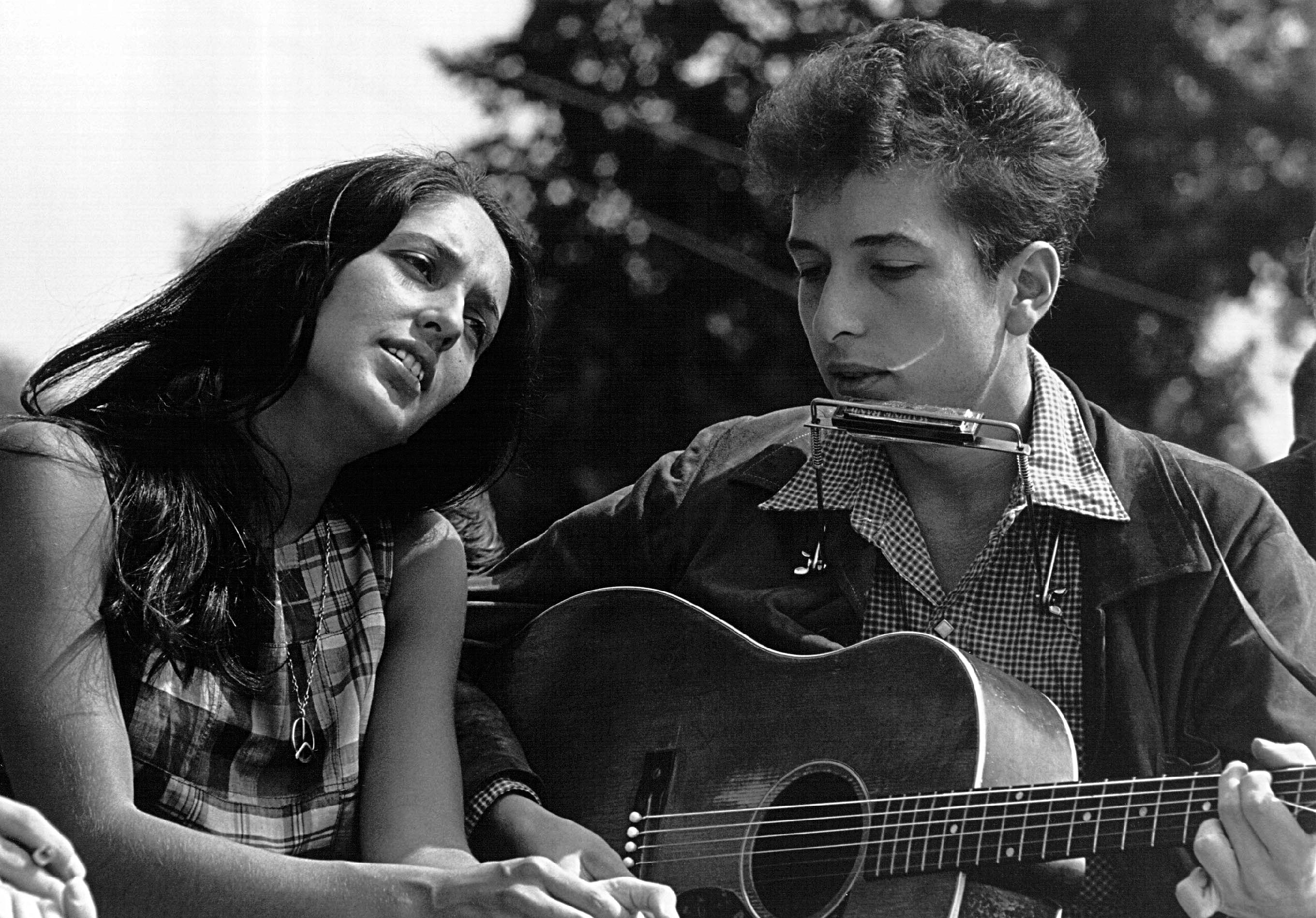
Joan Baez és Bob Dylan egy polgári jogi rendezvényen 1963. augusztus 28-án Washingtonban

Azonban 1963-ra Dylan úgy érezte, hogy a folkzenei ellenállás mozgalma megkötötte alkotói szabadságát. Amikor átvette a Tom Paine-díjat – nem sokkal Kennedy elnök meggyilkolása után –, részegen és tántorogva kérdőjelezte meg a bizottság szerepét, öregnek és kopaszodónak nevezve őket, és azt állította, hogy Lee Harvey Oswaldban valamennyire látni véli magát és mindenki mást is.
Talán egyenes következménye volt ennek, hogy következő albuma, melynek stílusosan az Another Side of Bob Dylan (Bob Dylan egy másik oldala) címet választotta, és amelyet egyetlen este alatt vett fel 1964-ben, sokkal könnyedebb hangulatú dalokat tartalmazott. A szürrealista Dylan újra megmutatta jó humorát, mely egész karrierje során jellemezte, az olyan számokban, mint az "I Shall Be Free #10" vagy a "Motorpsycho Nightmare". A "Spanish Harlem Incident" és a "To Ramona" szerelmes dalok, az "I Don't Believe You" egy rock and roll akusztikus gitáron, az "It Ain't Me Babe" pedig egy neki jutott szerep pajkos visszautasítása. Három hosszú dal jelezte, hogy Dylan új irányt vett: a "Chimes of Freedom" egy társadalmi kommentárt állít szembe egy metaforikus tájjal abban a stílusban, amit Allen Ginsberg „villanó képek sorozatának” nevezett; a "My Back Pages" még személyesebben támadja korábbi egyszerű, ravasz, komoly dalait; a "Mr. Tambourine Man" az Another Side dalainál korábban íródott, de még nem volt kész, így csak Dylan következő albumán jelent meg.
Az 1960-as évek elején Dylan felvett egy Huckleberry Finn-szerű személyiséget és mindenféle vidéki foglalatosságról, munkáról énekelt, így festve képet a társadalomról. Ebben a pár éves, bohém időszakban Woody Guthrie huszonöt, harminc évvel korábbi stílusát idézte. Viszont miután „mindent hazahozott”, látásmódja még szürreálisabb, még korhűbb lett.

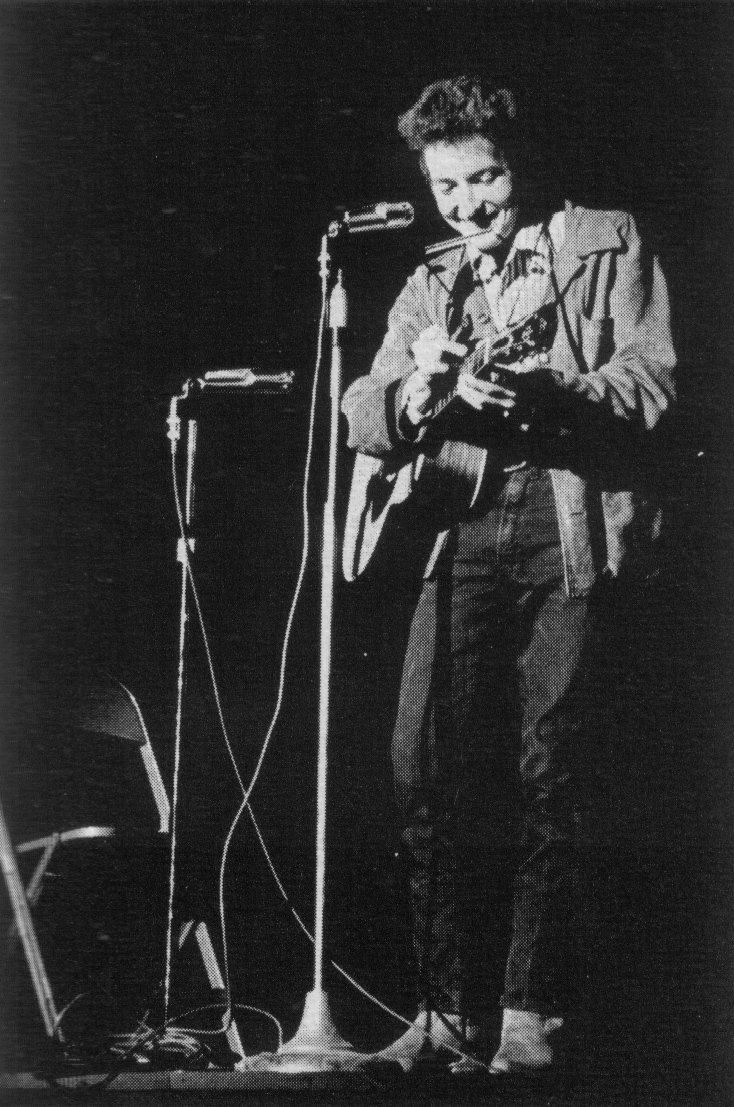
Fellépés 1963 novemberében

Ezen idő alatt Dylan művészi átalakulása annyira gyors volt, hogy mind kritikusait, mind rajongóit maga mögött hagyta. 1965 márciusában megjelent albuma, a Bringing It All Back Home (Hazahozni mindent) újabb stílusbeli váltás volt. A Beatles (akik Dylan hatására komoly zenei fejlődésen mentek át) és a fiatalkorában divatos rock and roll hatására az album első oldalán valódi, gyors rockdalok szerepeltek. Szövegei azonban igazi Dylan-szövegek voltak, benépesítve groteszk, metaforikus szereplőkkel, megszórva jellegzetes, száraz humorával. Az album első kislemezét, az érces hangzású "Subterranean Homesick Blues"-t Chuck Berry dala, a "Too Much Monkey Business" ihlette. A dalhoz egyébként egy korai promóciós film is készült, melyben Allen Ginsberg is feltűnik. Szövege az 1950-es és 1960-as évek beatköltészetét idézi, címe pedig talán Jack Kerouac The Subterraneans című regényére utal (magyarul Senkiháziak címmel jelent meg). 1969-ben a Weatherman nevű szélsőbaloldali szervezet a dal egyik sorából vette a nevét („You don't need a weatherman to know which way the wind blows”).
Az album második oldala egészen más volt, a négy akusztikus dalt társadalmi és személyes érdekeltség világítja be gazdag, költői képekkel, ami ugyancsak Dylan névjegyévé vált. A "Mr. Tambourine Man", amit a Byrds ekkorra már sikerre vitt, Dylan egyik legidőtállóbb műve. A "Gates of Eden", az "It's All Over Now, Baby Blue" és az "It's Alright, Ma (I'm Only Bleeding)" szintén a koncertek állandó darabjai.
1965. július 25-én Dylan rocktörténeti jelentőségű koncertet adott a newporti folkfesztiválon: ő volt az első művész, aki elektromos erősítésű zenekarral lépett a közönség elé. Ehhez különleges engedély kellett a szervezőktől. A zenészek nagy része a Paul Butterfield Blues Band tagja volt (Mike Bloomfield gitáros, Sam Lay dobos és Jerome Arnold basszusgitáros), hozzájuk csatlakozott Al Kooper orgonista és Barry Goldberg zongorista. Dylan már 1963-ban és 1964-ben is fellépett itt. Az 1965-ös közönség reakciójáról két, erősen eltérő beszámoló maradt fenn. Tény, hogy Dylan három dal után lement a színpadról, mert a közönség egyik fele kifütyülte (a másik felének tetszett az előadás). Arra, hogy miért fütyülték ki, két magyarázat van. Az első szerint a folkrajongók valóságos szentségtörésnek tartották az elektromos hangszereket egy olyan rendezvényen, ahol addig csak akusztikus hangszereket használhattak. A második szerint a közönséget zavarta a hangzás rossz minősége és a rövid előadás. Bármi is volt a valós ok, Dylan nem sokkal később két akusztikus dalt adott elő: az "It's All Over Now, Baby Blue"-t és a "Mr. Tambourine Man"-t.
Az 1965-ös newporti előadás azért ilyen fontos, mert komolyan megsértette a hagyományos folk intézményét. Ewan MacColl ezt írta a Sing Out! című lapban: „Tradicionális dalaink és balladáink olyan tehetséges művészek alkotásai, akik a régi idők hagyományait tiszteletben tartva dolgoztak… De mi van Bobby Dylannel?… Csak a vakbuzgó, popzenén nevelkedett közönségnek tetszhet ez a tizedrangú fröcsögés.” Dylan véleményének a Bringing It All Back Homehoz írt jegyzetében is hangot adott: „elfogadom a káoszt. nem vagyok biztos abban, hogy a káosz elfogad-e engem.”

### Kreatív csúcs, motorbaleset
A "Like a Rolling Stone" Amerikában és az Egyesült Királyságban is sláger lett, végleg megerősítve Dylan szövegírói hírnevét; ez a több mint hat perces dal, mely zenei hidaktól mentes, kitágította a sláger fogalmát. 2004-ben a Rolling Stone magazin Minden idők 500 legjobb dalának listáján az első helyen szerepelt. Jellegzetes hangzása – egy elektromos erősítésű zenekarral és a visszatérő orgonariffel – a következő albumon, a Highway 61 Revisiteden is visszaköszön (a 61-es út Minnesotától egészen New Orleansig vezet, és számos bluesban szerepel). A dalok hangszerelése hasonlít a "Like a Rolling Stone"-hoz: szürreális, néha groteszk dalszövegek, Mike Bllomfield bluesos gitárjátéka és pontos ritmusszekció. Az album záródala, a "Desolation Row" egy hosszú, apokaliptikus vízió, számtalan utalással a nyugati kultúrára.
Az album népszerűsítése végett Dylannek két koncertet kellett adnia, de még zenekara sem volt. Mike Bloomfield nem akarta otthagyni a Paul Butterfield Blues Bandet, ezért Dylan Al Kooper és Harvey Brooks mellé egy kanadai zenekarból toborzott zenészeket: Robbie Robertsont és Levon Helmet, akik addig Ronnie Hawkinsszal zenéltek. 1965 augusztusában, a Forest Hills Tennis Stadiumban adott koncerten a közönség újra kifütyülte őket, mert nem tetszett nekik Dylan új irányvonala. Szeptember 3-án, a Hollywood Bowlban a nézők sokkal jobban fogadták a műsort.
Sem Kooper, sem Brooks nem akart Dylannel turnézni. Dylan szerette volna, ha James Burton gitáros és Mickey Jones dobos csatlakozik hozzá, de nem tudta rábeszélni őket. Ezután felkérte Robertson és Helm zenekarát, a The Hawkst, hogy dolgozzanak vele. Velük kezdte felvenni következő, Blonde on Blonde című albumát.
1965. november 22-én Dylan titokban elvette a korábbi playboy nyuszit, Sara Lownds-t, akitől 1966. január 6-án megszületett első gyermekük, Jesse Byron Dylan. Később, összesen még három gyermekük született: Anna, Samuel, és Jakob. Dylan ezenkívül örökbe fogadta Sara Lownds korábbi házasságából született lányát, Maria Lownds-t. Legfiatalabb közös gyermekük Jakob Dylan az ismert, The Wallflowers nevű banda énekes-dalszerzője lett, Jesse Dylan pedig filmrendező és sikeres üzletember.
1977 júliusában elváltak, de még évekig jó viszonyban maradtak, tulajdonképpen mind máig.
Egyre nagyobb sikerük volt a koncerteken, ám a stúdió anyaggal küszködtek. John Hammond javaslatára, Bob Johnston producer Dylan -t Nashville-be vitte, hogy a lehető legjobb zenészekkel vehessenek fel. Ekkor született meg az egyik legnagyobb amerikai könnyűzenei felvétel, a Blonde on Blonde (1966).

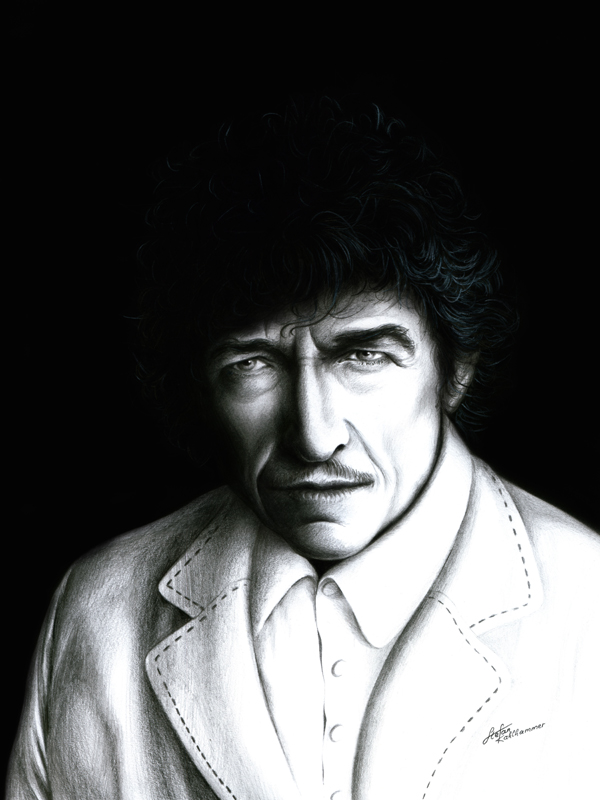
Stefan Kahlhammer ceruzarajza Bob Dylanről (2011)

1966 tavaszán, Dylan vállalkozott egy ambiciózus ausztrál és európai turnéra. Mindegyik koncertet két részre osztották: az elsőben Dylan egyedül lépett fel, egy gitárral és egy harmonikával; a második részben, az elektromos hangszerekkel felálló the Hawks zenekarral. A fülsértő váltás sok rajongónak nem tetszett, ezért hurrogtak és fütyültek. A turné az ominózus manchesteri koncerten hágott tetőfokára. Az előadás közepén, egy rajongó, aki mérges volt Dylan elektromos hangzására, azt kiáltotta, hogy "Judas!", mire Dylan csak annyit felelt, hogy „Nem hiszek neked!" ("I don't believe you") „Hazudsz!” ("You're a liar."), majd a bandája felé fordulva buzdította őket, hogy „Játsszatok kurva hangosan!” („Play fucking loud!”).
Az európai turné után, Dylan visszatért New York-ba, de a rá nehezedő nyomás egyre fokozódott: kiadója követelte a „Tarantula” című verses novellájának elkészült kéziratát és menedzsere, Albert Grossman már előjegyzett egy új turnét. 1966. július 29-én, Dylan motoros balesetet szenvedett Triumph 500-asával, miután fékei leblokkoltak, és motorja levetette a földre. Bár a teljes igazságot nem árulták el balesetéről, annyit elárultak, hogy tényleg eltörte a nyakát. Azt nem lehet tudni, hogy az ezt követő hosszú szünet szükséges volt-e felépüléséhez, vagy csak kihasználta a lehetőséget, hogy elmeneküljön egy időre a sztárság generálta nyomás elől.
Miután Dylan jobban lett, elkezdett dolgozni az Eat the Document című, ritkán látható filmfelvételen. 1967-ben a The Hawks-szal kezdett stúdió munkákba saját otthonában, és a legenda szerint, a The Hawks pincéjében. A nyugodt környezet kedvezett az akkor felvett és szerzett daloknak.
1967 decemberében, Dylan kiadta a balesete utáni első albumát (John Wesley Harding). Csendes, hátradőlős, rövidebb számok, melyeknek nyugat-amerika tájai és a Testamentum szolgáltatják a hátteret. Az egyszerű felépítés és hangszerelés, és a zsidó-keresztény hagyományok szellemében megírt szövegek, Dylan korábbi, az 1960-as években szerzett, pszichedelikus hangvételű számaitól való eltávolodást mutatnak. Az "All Along the Watchtower" szövege például Ézsiás könyvéből ered (21:5–9). Ezt a számot később Jimi Hendrix tette halhatatlanná.
Dylan következő albuma (Nashville Skyline, 1969), igazi country lemez lett, melyen nashville-i zenészek játszottak. A nyugodt, érett hangon éneklő Dylan Johnny Cash-sel is énekel egy duettet, és a "Lay Lady Lay" című sláger is erről az albumról való. Dylan fellépett Cash új televíziós show-jában és felejthetettlen fellépése volt az angliai Isle of Wight rock fesztiválján is. (miután visszautasította, a hozzá sokkal közelebbi, Woodstocki fesztiválon való szereplést).

### Az 1970-es évek

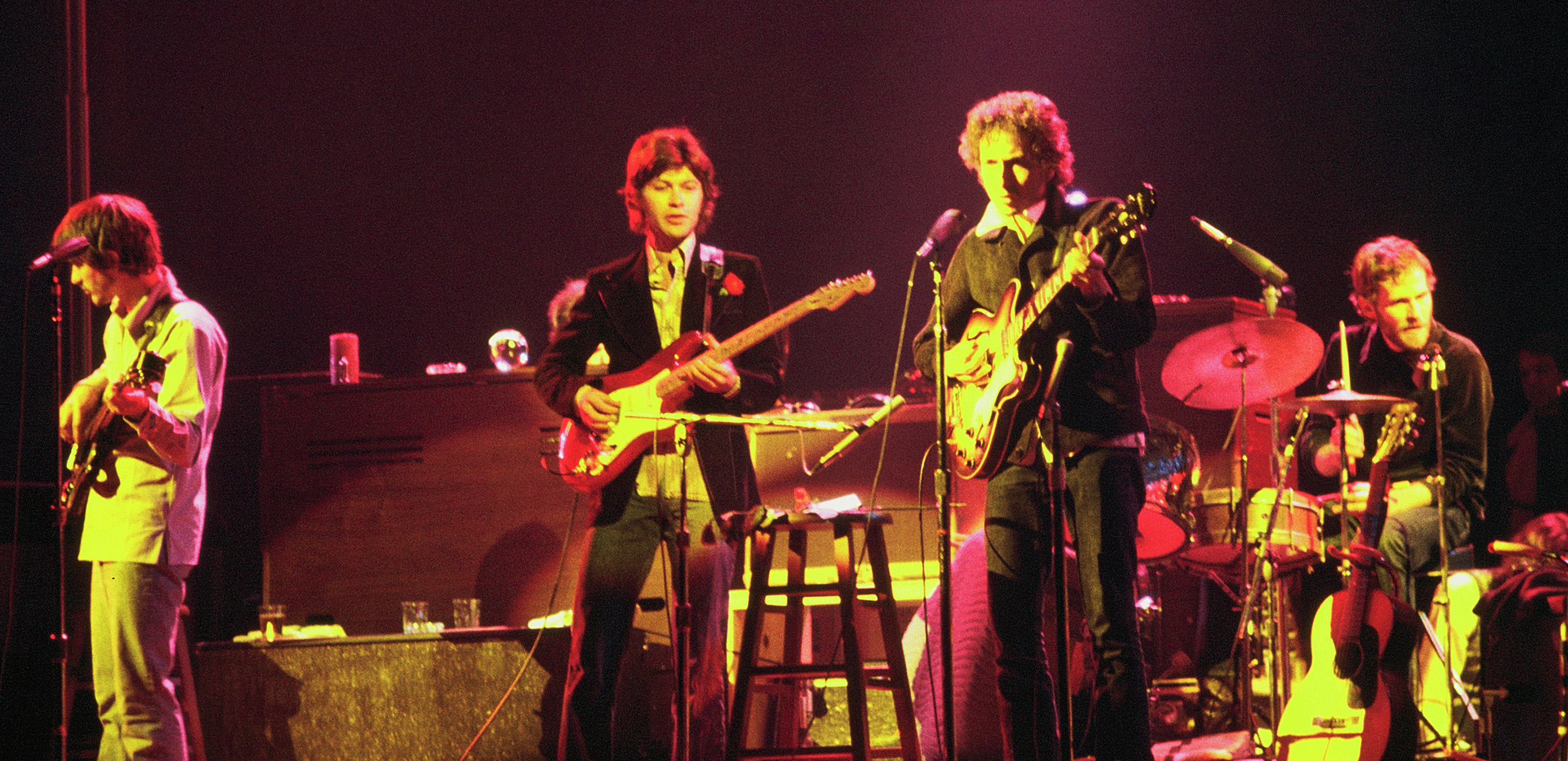
Bob Dylan és a The Band 1974-ben

### Továbbra is keményen dolgozik

#### A 21. század

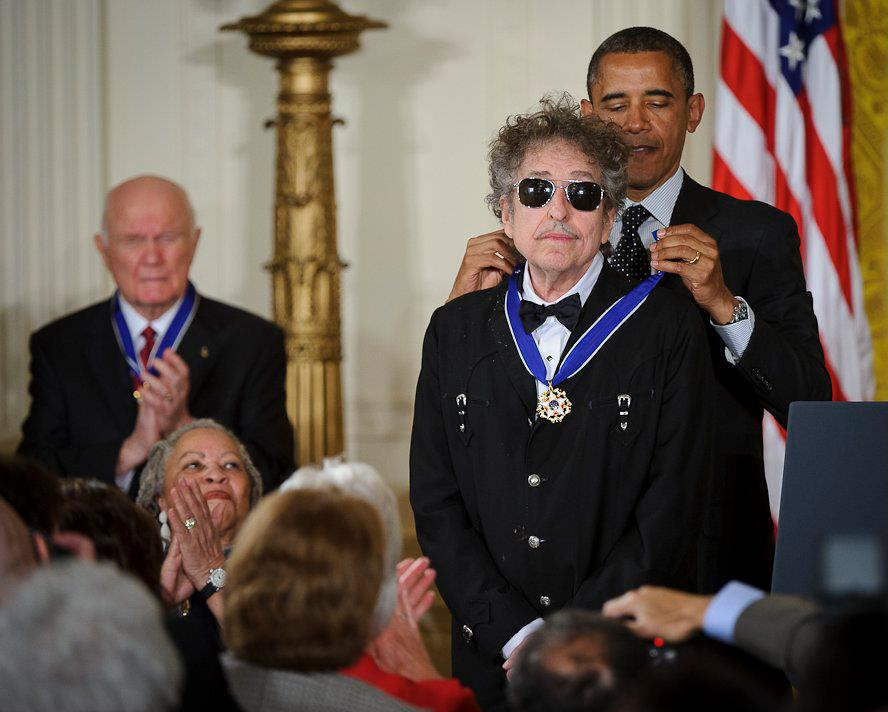
Bob Dylan 2012-ben megkapja Barack Obama elnöktől a Medal of Freedom kitüntetést

2013. november 13-án a Francia Köztársaság Becsületrendjével tüntették ki. 2016. október 13-án megkapta az irodalmi Nobel-díjat. Az indoklás szerint új költői kifejezésekkel gazdagította az amerikai dalkincset. Dylan először semmit nem reagált a kitüntetésére, pedig több koncertet is tartott a hír bejelentése óta, de azokon sem adott hangot a véleményének, és a Nobel-bizottság sem tudta sehogy elérni, ezért az is kétségessé vált, hogy egyáltalán elmegy e a díjátadó ceremóniára, a Svéd Királyi Akadémia egyik tagja pedig arrogánsnak nevezte Dylant, amiért hallgat a Nobel-díjáról. Dylan aztán október 29-én mégis megszólalt, ahol a hír okozta „megdöbbenésével és meghatódottságával” indokolta addigi hallgatását, majd hozzátette, hogy „abszolút részt kíván venni az átadáson, ha ez egyáltalán lehetséges”. Az előzmények ismeretében egyes vélemények szerint azonban az sem volt kizárt, hogy mégsem vesz részt rajta. November 16-ra kiderült, hogy valóban nem vesz részt az átadási ceremónián, miután tudatta az akadémiával, hogy „szerette volna személyesen átvenni a Nobel-díjat, de más kötelezettségei sajnos nem teszik ezt lehetővé, ugyanakkor rendkívül megtisztelőnek tartja a kitüntetést.” Az akadémia viszont kikötötte, hogy Dylannek Nobel-beszédet kell valamikor az átadást követő fél éven belül tartania, különben visszavehetik a díjat, ez ugyanis a díjátadás feltétele. A rendezvényen végül barátja, Patti Smith énekesnő lépett fel, aki Dylan A Hard Rain's A-Gonna Fall című dalát adta elő, melybe bele is zavarodott, állítása szerint a meghatódottságtól, majd az Egyesült Államok svédországi nagykövete felolvasta Dylan köszönőlevelét is.

## Magyarul megjelent kötetei
- Bob Dylan: Mit fúj a szél – Blowin’ in the Wind; ford. Barna Imre; Árkádia Könyvklub, Bp., 1989 (magyar-angol nyelven)
- Vadpartok. Rock-poézis Göbölyös N. László válogatásában és magyarításában; Revelation, Bp., 1994
- Bob Dylan: Krónikák. Első kötet, ford. Révbíró Tamás, Park, Bp., 2005, ISBN 963-530-242-8
- Bob Dylan: Lyrics–Dalok 1962–2001; ford. Barna Imre; Európa, Bp., 2006 (magyar-angol nyelven), ISBN 9630777363
- Bob Dylan: Interjúk; szerk. Jonathan Cott, ford. Baló András Márton; Cartaphilus, Bp., 2009 (Legendák élve vagy halva)
- Lyrics / Dalok; vál., ford. Barna Imre; Európa, Bp., 2017
- A modern dal filozófiája; ford. Falcsik Mari; Helikon, Budapest, 2023